# Lepidophthirus macrorhini
Lepidophthirus macrorhini ist eine Art der Tierläuse, die sich auf das Leben als Parasit auf dem Südlichen See-Elefanten (Mirounga leonina) spezialisiert hat. Es handelt sich um eine von zwei Arten der Gattung Lepidophthirus innerhalb der auf das Leben an Robben spezialisierten Familie Echinophthiriidae.

## Merkmale
Die Männchen von Lepidophthirus macrorhini erreichen eine Körperlänge von 2,5 bis 3 Millimeter, die Weibchen sind etwa 2,25 Millimeter lang. Sie haben eine blassgelbbraune Körperfärbung, die Tibien und Tarsen der Beine sind dunkelbraun und die Klauen und Dornen braunschwarz. Der Brustbereich weist auf der Oberseite zwei dunkelbraune Flecken auf, die durch eine blassere Linie getrennt und von helleren Bereichen flankiert werden. Die Oberseite des Abdomens ist dachziegelartig und eng mit Chitinschuppen besetzt, die bis zur Rückenmitte reichen und sich dort mit Dornen mischen. Diese Dornen bedecken in unterschiedlicher Länge den gesamten Körper und bilden unregelmäßige und dichte Querreihen. Pro Segment existieren sechs bis acht dieser Querreihen.
Lepidophthirus macrorhini besitzt einen breiten Kopf, der dicht mit kurzen Dornen besetzt ist. Am Hinterkopf besitzen die Tiere einen breiten Fortsatz, er sich in den oberen Bereich des Brustbereichs schiebt. Die Mundöffnung auf der Unterseite ist vergleichsweise weit vorne und wird von einer nach hinten offenen Leiste und vier Borsten umgeben. Die Fühler bestehen aus vier Gliedern, direkt hinter ihnen befindet sich eine auffällige und mit langen Dornen besetzte Ausbuchtung des Kopfes. Die Augen sind zurückgebildet und fehlen vollständig.
Die Beine sind kurz und kräftig gebaut, wobei die Vorderbeine etwas kleiner sind als die folgenden Beinpaare. Der Oberschenkel (Femur) ist stark verkürzt, die Tibia und der eingliedrige Tarsus gehen direkt ineinander über und sind kaum voneinander getrennt. Vor dem Tarsus befindet sich eine Skelettplatte, ein prätarsales Sklerit, mit starken und kurzen Zähnen und an der Tibia befindet sich ein weiterer Fortsatz mit ähnlich ausgebildeten Zähnen. Das Sternit des ersten Brustsegments (Prothorax) weist eine gabelartige Struktur auf, die nach hinten geöffnet ist.
Der Hinterleib (Abdomen) ist vom Brustbereich nicht abgesetzt und besteht aus neun Segmenten, wobei das erste Segment bis auf die Rückenplatte (Tergit) reduziert ist. Die Segmente 6 bis 9 sind stark zusammengebogen. Stigmen befinden sich in den beiden hinteren Brustsegmenten und im zweiten Hinterleibssegment. Bei den Weibchen besitzt das neunte Hinterleibssegment die langgestreckten und schmalen Gonopoden, die im vorderen Bereich verschmolzen und lang aufsitzend sind. Die Geschlechtsregion ist beim Weibchen von Haaren und Dornen besetzt, beim Männchen befinden sich hier kleinere Schuppen. Der Aedeagus weist als Valven nur einfache Chitinspangen auf.

## Lebensweise
Lepidophthirus macrorhini lebt als Ektoparasit auf dem Körper des Südlichen See-Elefanten (Mirounga leonina), der im Bereich der Antarktis vorkommt und den größten Teil seines Lebens im Meer verbringt. Die Laus muss entsprechend sowohl an die extremen Temperaturen der Antarktis wie auch das Leben im Meerwasser angepasst sein. Als Tierlaus ernährt sich Lepidophthirus macrorhini vom Blut seines Wirtes. Dafür sticht die Laus ihren Saugrüssel in den Körper des See-Elefanten und sticht dabei eine Kapillare an, das Blut wird dann über den Saugrüssel aufgenommen.

### Anpassungen an Lebensraum und Lebensweise der Wirte

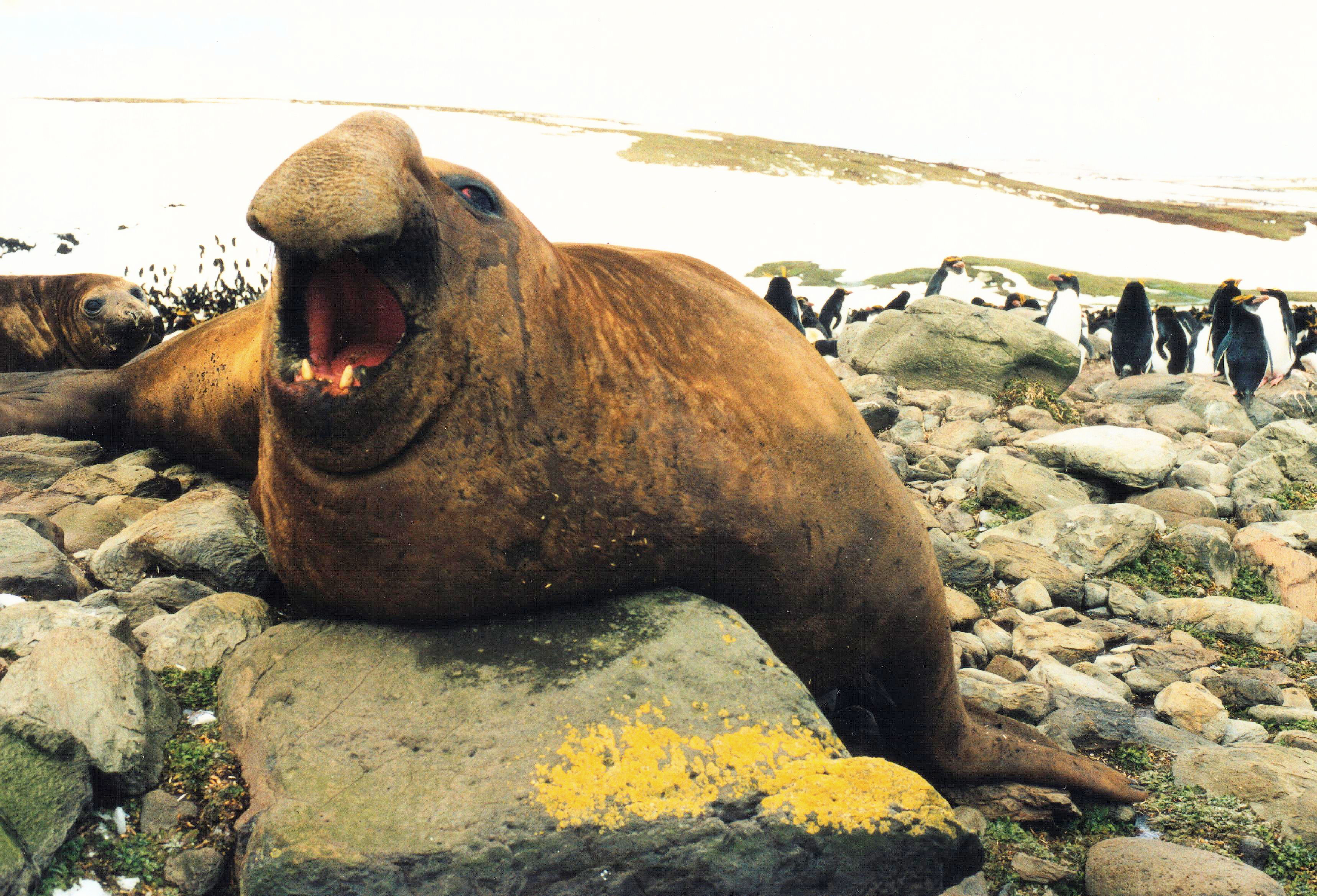
Lepidophthirus macrorhini hat sich auf den Südlichen See-Elefanten (Mirounga leonina) als Wirt spezialisiert.

Die Läuse am Körper der See-Elefanten werden bei jedem Tauchgang der Robben vollständig mit Salzwasser bedeckt und müssen für diese Lebensweise entsprechend angepasst sein. Sie sind damit extremen Veränderungen bezüglich der Temperatur, der Verfügbarkeit von Sauerstoff, der Präsenz von Salzwasser und der Nahrungsmenge ausgesetzt. Diesen Veränderungen haben sie sich durch verschiedene Strategien angepasst.
Die See-Elefanten gehen nur einmal im Jahr für vier bis fünf Wochen an Land, wo die Weibchen ihre Jungtiere zur Welt bringen und die Paarung der Tiere stattfindet. Der größte Teil der erwachsenen Robben ist von Läusen der Art Lepidophthirus macrorhini besiedelt, die Jungtiere werden in der kurzen Zeit nach der Geburt bis zum Verlassen der Kolonie ebenfalls infiziert.
Der Körper der See-Elefanten ist von einem kurzen und harten, schuppenähnlichen Fell bedeckt, das im Bereich der Flossen weniger dicht ist. See-Elefanten sind Säugetiere und entsprechend ist ihre Körpertemperatur gegenüber der Umgebung erhöht, eine Wärmeisolierung findet vor allem durch die dicke Fettschicht am Körper statt, die im Bereich der Flossen fehlt. Bei Untersuchungen auf der Macquarieinsel wurden durchschnittliche Lufttemperaturen von 0 bis 8 °C festgestellt. Die Hauttemperatur der See-Elefanten liegt bei 8 °C Lufttemperatur bei etwa 30 bis 33 °C, im Bereich der Flossen bei etwa 24 bis 34 °C. Bei tieferen Lufttemperaturen sinkt die Hauttemperatur am Körper, im Bereich der Flossen bleibt sie jedoch etwa gleich. Im Meer passt sich die Temperatur der gesamten Hautoberfläche an die Wassertemperatur an.
Der Verbreitung der Läuse auf der Körperoberfläche folgt in der Regel den Bereichen des Körpers, an denen überschüssige Wärme abgegeben wird. Sie finden sich entsprechend in höchster Dichte im Bereich der hinteren Flossen, wo die höchsten Temperaturen entstehen. Gleichzeitig kommt es durch die Erwärmung der Bereiche zu einem stärkeren Blutfluss in den dortigen Kapillaren und für die Läuse steigt die Menge der verfügbaren Nahrung.

### Fortpflanzung
Die Fortpflanzung der Läuse findet nur an Land statt. Hier pflanzen sie sich innerhalb kurzer Zeit sehr stark fort und verbreiten sich unter den See-Elefanten und ihren Jungtieren in der Kolonie.
Bei Temperaturen von 25 bis 35 °C auf den Wirten legen die Weibchen sechs bis neun Eier pro Tag, die Nymphen schlüpfen nach fünf bis zehn Tagen. Dabei können sie nicht schlüpfen, wenn die Eier im kalten Wasser sind, entsprechend ist der Lebenszyklus auf die kurze Phase des Landgangs der See-Elefanten abgestimmt. In der Zeit, die die Jungtiere an Land verbringen, können die Läuse zwei neue Generationen entwickeln.

## Taxonomie und Systematik
Die Erstbeschreibung von Lepidophthirus macrorhini erfolgte durch Günther Enderlein auf der Basis mehrerer von Emil Werth bei der Deutschen Südpolar-Expedition gesammelter Tiere. Dieser hatte sie von einem jungen Männchen des Südlichen See-Elefanten auf den Kerguelen im Jahr 1902 gesammelt und nach Deutschland gebracht. Enderlein erkannte sie als neue Art und beschrieb sowohl die neue Gattung Lepidophthirus, wie auch die neue Art. Eine nähere Verwandtschaft zu der unter anderem auf dem Seehund (Phoca vitulina) parasitierenden Gattung Echinophthirius stellte er fest, die Unterschiede begründeten jedoch die Beschreibung einer neuen Gattung.
Lepidophthirus macrorhini ist heute eine von zwei beschriebenen Arten der Gattung Lepidophthirus innerhalb der auf das Leben an Robben spezialisierten Familie Echinophthiriidae. Über die zweite Art, Lepidophthirus piriformis, die auf Mönchsrobben (Monachus) lebt, liegen nur sehr wenige Informationen vor.

## Belege
1. 1 2 3 4 5  G. Enderlein: Lepidophthirus n.gen., eine Laus der Elefantenrobbe von der Kerguelen-Insel. Zoologischer Anzeiger 23, 1904; S. 43–47. (Volltext bei archive.org).
2. 1 2 3 4 5  M.D. Murray: Insect parasites of marine birds and mammals. In: Lann Cheng: Marine Insects. Scripps Institution of Oceanography Technical Report, Scripps Institution of Oceanography, UC San Diego, 1976.